# Комплекс (психология)
Ко́мплекс (лат. Complex — связь, сочетание) — в психологии (прежде всего в психоанализе) понятие, обозначающее «формирующуюся в бессознательном (или вытесненную в него) эмоционально окрашенную совокупность представлений, мотивов и установок, оказывающую существенное влияние на развитие и функционирование психики, личности и поведение человека». Введено Карлом Густавом Юнгом.

## Описание

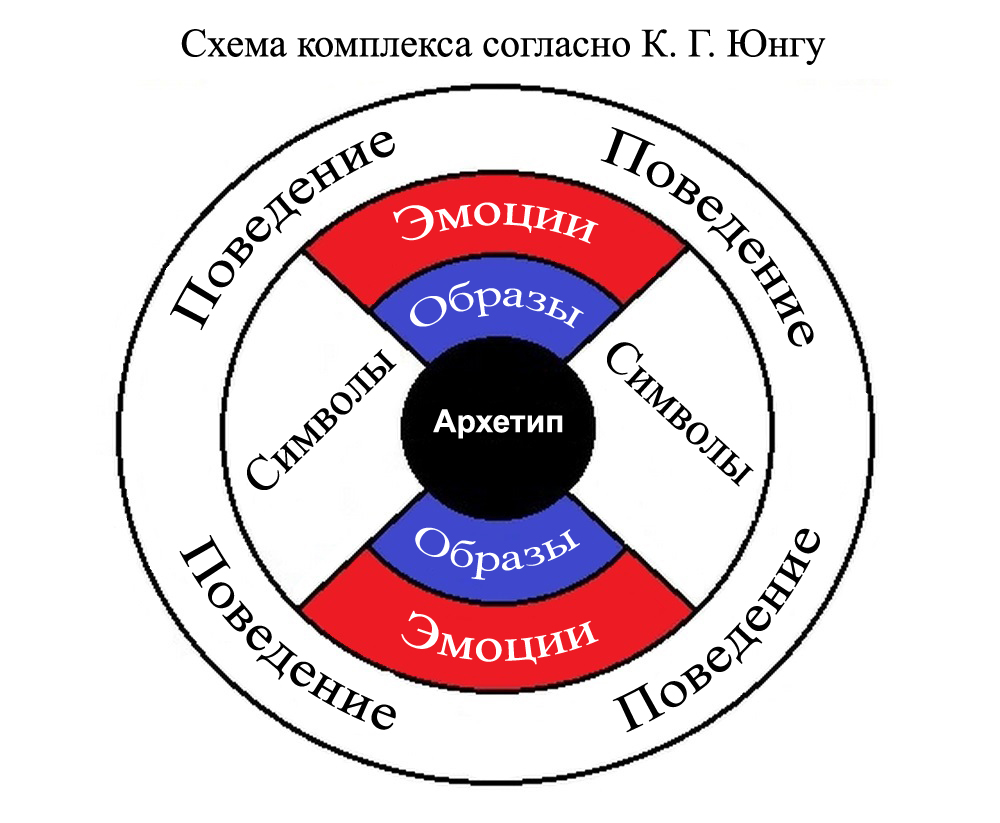

Понятие ввёл в психоанализ Карл Густав Юнг. Ещё до него Зигмунд Фрейд характеризовал комплекс как «группу представлений, связанных одним аффектом», однако он, по всей видимости, не давал таким образом определения психологического комплекса и не пытался ввести новое понятие, а лишь пользовался в определённом контексте уже существовавшим понятием комплекса вообще.
В бытовом смысле понятие психологического комплекса имеет негативный подтекст и используется для описания «больного места» в психике человека, задевая которое можно спровоцировать его неадекватное поведение, например агрессию или уход в себя. Также часто понятие комплекса воспринимается как синоним комплекса неполноценности. Следует понимать, что используемое в науке понятие значительно шире — комплекс может формироваться вокруг любого аффекта, в том числе и вокруг положительного, от чего реакции, связанные с этим комплексом, будут также позитивного характера. В качестве примера можно привести реакции влюблённого человека на всё, что связано с объектом его влюблённости — это тоже комплекс. Появление негативного подтекста, возможно, связано с тем, что психология у большинства людей ассоциируется только с решением психологических проблем.

## Специфические комплексы
В рамках психоанализа описано несколько универсальных (или по крайней мере распространённых) специфических комплексов, отталкиваясь от которых удобно описывать или интерпретировать некоторые психические процессы и поведенческие реакции. Это как широко известные Эдипов комплекс и комплекс неполноценности, комплекс превосходства, так и менее известные комплекс Электры, комплекс кастрации, комплекс мужественности и другие.